# Carbur de calci

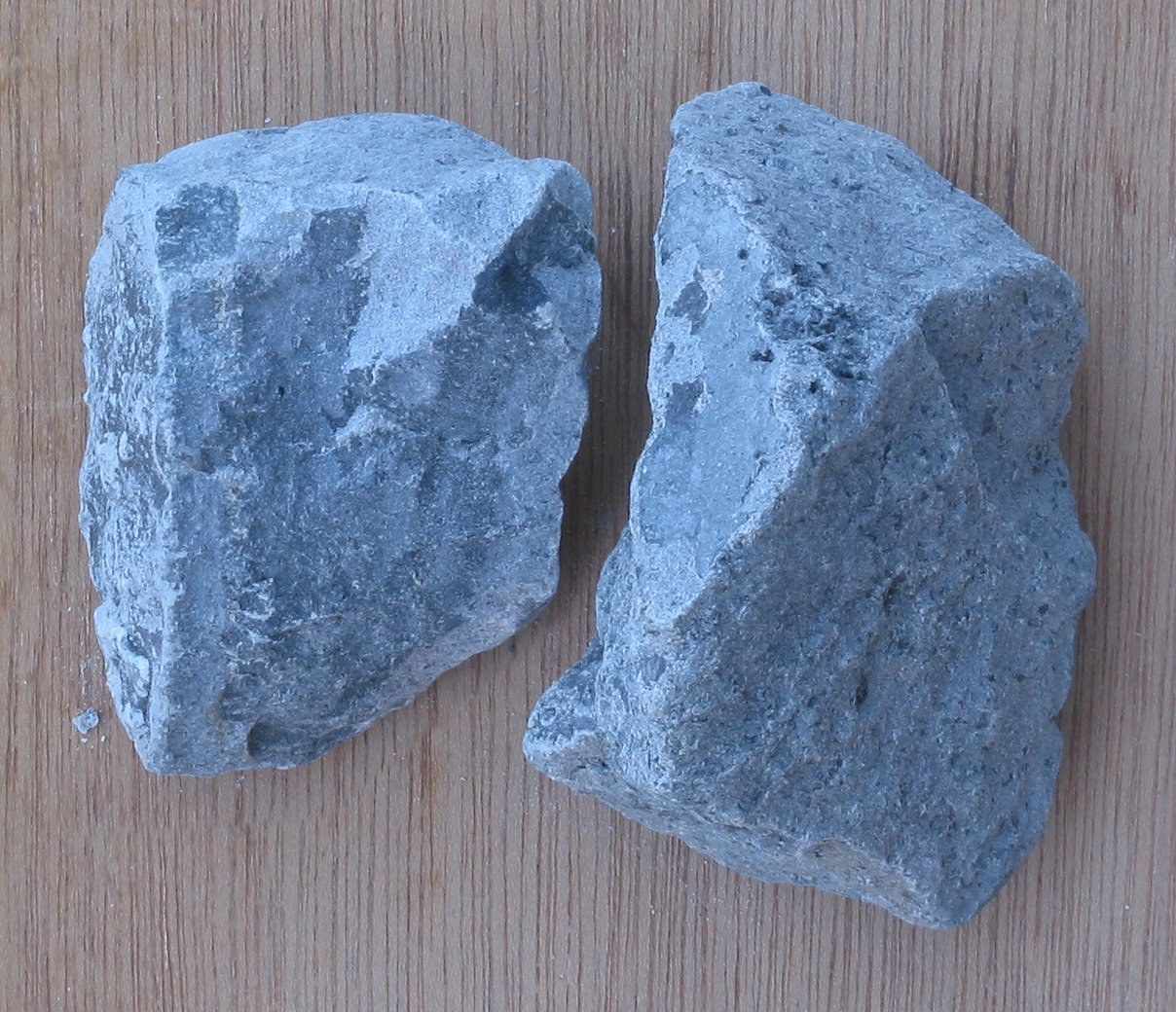
Carbur de calci

El carbur de calci és una substància sòlida, amb la fórmula química CaC₂, utilitzada principalment en els llums de carbur. És una substància de color grisenc que reacciona exotèrmicament amb l'aigua per donar calç apagada (hidròxid de calci) i acetilè. És d'ús molt estès i és venut en botigues del ram per utilitzar-lo en soldadura autògena. Amb aquesta finalitat s'introdueix en un gasogen, que li va afegint aigua a poc a poc, i després es barreja el gas produït amb oxigen per a produir una flama prima i d'alta temperatura.

## Propietats
Com a substància pura, el carbur de calci és un sòlid incolor que existeix en dues varietats que són accessibles per escalfament a 440 °C (modificació tetragonal) o temperatures superiors (modificació cúbica). El carbur de calci tècnic que es troba en el comerç sol tenir una puresa de només el 82%. A més a més, conté traces de fosfur de calci, sulfur de calci, ferrosilici, nitrur de magnesi i carbur de silici presents en el sòlid. El color bru de vegades observat es deu a petites quantitats d'òxid de ferro.

## Obtenció
El carbur de calci es genera en l'arc elèctric a partir d'òxid de calci i carbó de coc a una temperatura de 2.000 - 2.200 °C:
CaO + 3C → CaC₂ + CO
Per les condicions a emprar la síntesi és molt costosa, ja que requereix molta energia. Fosfats que solen estar presents com a impureses en els materials de partida donen en les mateixes condicions fosfur de calci (Ca₃P₂) que reacciona igualment amb l'aigua donant fosfà (PH₃). Aquesta impuresa a més de traces d'àcid sulfhídric (H₂S) i amoníac (NH₃) és responsable de la mala olor de "carbur".

## Usos

### Producció d'acetilè
El carbur de calci va ser molt utilitzat a l'antiguitat en les anomenades làmpades de carbur, carburers o llums de gas acetilè. El procés era el següent: el llum s'omplia d'aigua, després s'introduïa el carbur de calci que generava acetilè en reaccionar amb l'aigua (és un acetilenogen), després s'encenia i l'acetilè (H₂C₂) calava, tot generant llum. Quedava un residu d'òxid de calci (CaO) convertit en hidròxid de calci, Ca(OH)₂ a causa de la presència d'aigua.
CaC₂+2H₂O → C₂H₂+Ca(OH)₂

### Producció de cianamida de calci
Amb nitrogen a altes temperatures (905 °C) el carbur de calci dona cianamida de calci (CaNCN) que al seu torn pot ser utilitzat com a fertilitzant o com a producte de partida d'en reaccions posteriors.
CaC₂+N₂ → CaCN₂+C
Aquest era un dels primers processos que va permetre la fixació del nitrogen de l'aire (en la composició el nitrogen molecular, N₂, ocupa un 78%, però resulta poc reactiu).

## Història
El carbur de calci es va sintetitzar per primera vegada per part de Friedrich Wöhler el 1836. La primera descripció més exhausta de Marcellin Berthelot data del 1862. Thomas L. Wilson (Estats Units) i Henry Missa (França) van introduir el procés actual amb arc elèctric el 1892. La generació industrial segons el mateix procés es va iniciar el 1895 per la companyia Aluminium Industrie AG a Neuhausen (Suïssa) i el 1898 simultàniament a Noruega i Alemanya.